# Předsunutá základna (Hvězdná brána)
Předsunutá základna je 6. epizoda 9. řady sci-fi seriálu Hvězdná brána.

## Děj
Na svobodnou jaffskou planetu jménem Kallana přichází Převor Oriů. Ptá se místních obyvatel, zda se rozhodli přijmout Orie za své bohy. Vůdce Jaffů odmítne a Jaffové začnou na Převora střílet z tyčových zbraní. Převor Jaffy zneškodní a vztyčí kolem sebe a hvězdné brány silové pole.
Do SGC přichází zpráva od Neruse, nižšího Goa'ulda, který po mnoho let sloužil Baalovi. Nerus požaduje spojenectví se Zemí. Generál Landry se ptá Teal'ca, zda něco neví o Nerusovi. Vala mu skočí do řeči a tvrdí, že Nerus je ztělesněním lakomství, obžerství a nelze mu věřit. Teal'c to potvrzuje. Generál Landry po zvážení všech rizik povolí Nerusovi přijít do SGC.
Nerus vysvětluje, že se na planetě Kallana objevilo tajemné sílové pole. Pole obklopuje Hvězdnou bránu a pravidelně se zvětšuje jeho velikost. Horší je, že brána nebyla uzavřena dva dny, což porušuje všechny známé zákony červích děr. Navíc je uvnitř pole Převor Oriů. Tým je nucen souhlasit s Nerusovým děsivým závěrem, že Oriové si zřizují předsunutou základnu pro zahájení jejich invaze do naší galaxie.
Landry nařizuje Mitchellovi a jeho týmu použít všech nezbytných prostředků k zastavení Oriů. Za tímto účelem pošle pro poslední superzbraň, Mark IX "Ničitel bran", naquadrií obohacenou jadernou hlavici. Posílá také konstruktérku Mark IX: pplk. Samanthu Carterovou.
SG-1 letí na palubě Prométhea ke Kallaně, kde se silové pole rozrostlo do takové velikosti, že je vidět z oběžné dráhy. Mitchell, Daniel, Teal'c a Vala se dopraví až k povrchu planety s Mark IX. Snaží se jednat s Převorem, hrozí, že použijí Mark IX za 30 "pozemských minut", avšak ani hrozba bezprostředního jaderného výbuchu s Převorem nepohne.
Najednou je planeta bombardována z oběžné dráhy energetickými zbraněmi. Gerak, vůdce svobodných Jaffů, se dozvěděl o invazi Oriů a požaduje převzít věci do vlastních rukou. Ve stejné době silové pole expanduje znovu. Mitchell odjistí bombu a transportuje se spolu s týmem zpět na Prometheus.
Lidé i Jaffové se připravují na účinky výbuchu Mark IX na planetě. Jakmile se rázová vlna rozptyluje, jsou ohromeni zjištěním, že silové pole se zvětšuje. Brzy pole pohltí celou planetu a oni nemají žádnou představu, co se bude dít dál. Gerak se rozhodl pokračovat v bombardování povrchu, hrozí, že dalším cílem bude Prometheus, pokud se Tau'ri k útoku nepřipojí. Mitchell dává příkaz k útoku. Netrvá dlouho a Carterová konstatuje, že jejich útoky silové pole zvětšují. Pole využívá energii jejich zbraní.
Ukazuje se, že Nerus po celou dobu pracuje pro Orie. Říká generálu Landrymu, že Oriové by nebyli schopni se dostat tak daleko, bez použití Mark IX.
Jakmile silové pole pokryje celou planetu, začnou z hvězdné brány vylétat obdélníkové objekty, které při kolizi zničí dvě lodě Geraka. Pod účinky silového pole se začíná hroutit celá planeta do singularity. Gerak je nucen ustoupit. Když se objekty setkávají, tvoří obří prstenec na planetární oběžné dráze. SG-1 v úžasu hledí jak se před jejich očima formuje první Superbrána. Superbrána má 300 až 400 metrů v průměru a bude poháněna černou dírou, která vznikne z planety. Je dost velká na to, aby armáda Oriů mohla vstoupit do Mléčné dráhy.
Carterová zjistí, že části Superbrány jsou propojeny společnou energetickou vazbou. Vala, která si uvědomí, že Gerak po sobě zanechal maskovanou nákladní loď, která je sledovala, se přenese transportními kruhy na palubu této lodi. Nasměruje loď do cesty poslednímu kusu Superbrány a přeruší spojení. Když planeta zcela zkolabuje a vytvoří černou díru, rázová vlna zničí nákladní loď a rozptýlí kusy Superbrány. Předsunutá základna Oriů je tak zničena. Nerus je poslán do vězení do oblasti 51.
Vala po explozi zmizí. To vystavuje Daniela nebezpečí, ale SG-1 brzy zjistí, že účinek náramků začal zanikat. Carterová zjistí, že proud hmoty opustil nákladní loď těsně před tím, než explodovala. Vala by mohla být stále naživu někde v galaxii Oriů.